# Mauricio Matzuda
Mauricio Daiki Matzuda Gusukuda (Lima, Provincia de Lima, Perú, 5 de enero de 2000) es un futbolista peruano. Juega como centrocampista y su equipo actual es Club Deportivo Universidad de San Martín de Porres de la Liga 2 de Perú.

## Trayectoria
Firmó contrato con Alianza Lima en octubre de 2018, club en el que completó su formación como futbolista. Realizó su debut profesional al año siguiente en la fecha 13 del Torneo Apertura. Aquel día, 12 de mayo de 2019, jugó como titular y anotó un gol en la victoria sobre FBC Melgar por 3-2.
En el 2024 se salvó del descenso en la penúltima fecha, logrando mantener al Club San Martin en la Liga 2. Jugó un total de 16 partidos.

## Estadísticas
| Club                | Temporada        | Div              | Liga     | Liga  | Copas nacionales(1) | Copas nacionales(1) | Copas internacionales | Copas internacionales | Total    | Total |
| Club                | Temporada        | Div              | Partidos | Goles | Partidos            | Goles               | Partidos              | Goles                 | Partidos | Goles |
| ------------------- | ---------------- | ---------------- | -------- | ----- | ------------------- | ------------------- | --------------------- | --------------------- | -------- | ----- |
| Alianza Lima · Perú | 2019             | 1ª               | 4        | 1     | -                   | -                   | -                     | -                     | 4        | 1     |
| Alianza Lima · Perú | 2021             | 1ª               | 2        | 0     | 1                   | 0                   | -                     | -                     | 3        | 0     |
| Alianza Lima · Perú | 2022             | 1ª               | 3        | 0     | -                   | -                   | -                     | -                     | 3        | 0     |
| Total club          | Total club       | Total club       | 10       | 1     | 1                   | 0                   | 0                     | 0                     | 11       | 1     |
| Binacional · Perú   | 2020             | 1ª               | 9        | 0     | -                   | -                   | 1                     | 0                     | 10       | 0     |
| Binacional · Perú   | Total club       | Total club       | 9        | 0     | 0                   | 0                   | 1                     | 0                     | 10       | 0     |
| Total en carrera    | Total en carrera | Total en carrera | 19       | 1     | 1                   | 0                   | 1                     | 0                     | 21       | 1     |

## Palmarés

### Campeonatos nacionales
| Título                    | Club         | País | Año  |
| ------------------------- | ------------ | ---- | ---- |
| Primera División del Perú | Alianza Lima | Perú | 2021 |
| Primera División del Perú | Alianza Lima | Perú | 2022 |

### Torneos cortos
| Título          | Club         | País | Año  |
| --------------- | ------------ | ---- | ---- |
| Torneo Clausura | Alianza Lima | Perú | 2019 |
| Torneo Clausura | Alianza Lima | Perú | 2021 |